# Хунцовце
Хунцовце (слч. Huncovce) насељено је мјесто са административним статусом сеоске општине (слч. obec) у округу Кежмарок, у Прешовском крају, Словачка Република.

## Становништво
| Година:    | 1994. | 2004.    | 2014.    | 2024.   |
| ---------- | ----- | -------- | -------- | ------- |
| Број људи: | 1939  | 2396     | 3014     | 3209    |
| Разлика:   |       | +23,56 % | +25,79 % | +6,46 % |

| Година:    | 2023. | 2024.   |
| ---------- | ----- | ------- |
| Број људи: | 3162  | 3209    |
| Разлика:   |       | +1,48 % |

Према подацима о броју становника из 2011. године насеље је имало 2.940 становника.